# V.League 1 2017
La V.League 1 2017 (conocida como Toyota V.League 1 por razones de patrocinio) es la 34ra temporada de la V.League 1, la más alta división del fútbol en Vietnam. La temporada comenzó el 8 de enero y finalizará en 29 de octubre de 2017.
Participaron 14 equipos: 13 de la temporada anterior, y 1 equipo ascendido de la V.League 2 2016. El Ha Noi T&T, parte como el campeón defensor.

## Equipos
El Dong Thap FC se ubicó en la casilla 14 y descendió a la V.League 2, relevando su cupo al Ho Chi Minh City FC quienes regresaron a la categoría luego de descender en la V-league 2009 cuando se llamaban Thành phố Hồ Chí Minh. Log An terminó en zona de repechaje, pero permaneció en la categoría al vencer en la promoción al Viettel FC, subcampeón de la V.League 2.
En enero de 2017, Hà Nội T&T cambió de nombre a Hà Nội FC y QNK Quảng Nam fue renombrado Quang Nam FC.

## Estadios
| Equipo            | Ciudad           | Estadio                | Capacidad |
| ----------------- | ---------------- | ---------------------- | --------- |
| Bình Duong FC     | Thủ Dầu Một      | Gò Đậu Stadium         | 18,250    |
| FLC Thanh Hóa     | Thanh Hóa        | Thanh Hóa Stadium      | 14,000    |
| Ha Noi FC         | Hanoi            | Hàng Đẫy Stadium       | 22,000    |
| Hải Phòng         | Haiphong         | Lạch Tray Stadium      | 28,000    |
| Hoang Anh Gia Lai | Pleiku           | Pleiku Stadium         | 12,000    |
| Ho Chi Minh       | Ho Chi Minh City | Thống Nhất Stadium     | 22,000    |
| Long An           | Tân An           | Long An Stadium        | 19,975    |
| Quảng Nam         | Tam Kỳ           | Tam Kỳ Stadium         | 15 624    |
| Sai Gon FC        | Ho Chi Minh City | Thống Nhất Stadium     | 22,000    |
| Sanna Khanh Hoa   | Nha Trang        | 19/8 Nha Trang Stadium | 25,000    |
| Song Lam Nghe An  | Vinh             | Vinh Stadium           | 12,000    |
| SHB Đà Nẵng       | Da Nang          | Hòa Xuân Stadium       | 20,000    |
| Than Quảng Ninh   | Cẩm Phả          | Cẩm Phả Stadium        | 15,000    |
| XSKT Cần Thơ      | Cần Thơ          | Cần Thơ Stadium        | 45,000    |

## Tabla de posiciones
|     | Equipos de fútbol | PJ | G | E | P  | GF | GC | Dif | Pts |
| --- | ----------------- | -- | - | - | -- | -- | -- | --- | --- |
| 01. | Ha Noi FC         | 12 | 6 | 5 | 1  | 21 | 10 | +11 | 23  |
| 02. | Thanh Hoa FC      | 12 | 6 | 5 | 1  | 16 | 09 | +7  | 23  |
| 03. | Sanna Khanh Hoa   | 13 | 6 | 5 | 2  | 18 | 14 | +4  | 23  |
| 04. | Hai Phong FC      | 13 | 6 | 4 | 3  | 17 | 12 | +5  | 22  |
| 05. | Than Quang Ninh   | 12 | 6 | 2 | 4  | 20 | 15 | +5  | 20  |
| 06. | Quang Nam         | 13 | 5 | 5 | 3  | 19 | 16 | +3  | 20  |
| 07. | Sai Gon FC        | 13 | 5 | 5 | 3  | 17 | 14 | +3  | 20  |
| 08. | Da Nang FC        | 13 | 4 | 6 | 3  | 17 | 14 | +3  | 18  |
| 09. | Ho Chí Minh       | 13 | 4 | 3 | 6  | 15 | 19 | –4  | 15  |
| 10. | Hoang Anh Gia Lai | 13 | 4 | 2 | 7  | 14 | 17 | –3  | 14  |
| 11. | Song Lam Nghe An  | 13 | 3 | 5 | 5  | 16 | 20 | –4  | 14  |
| 12. | Binh Duong FC     | 13 | 2 | 7 | 4  | 14 | 14 | 0   | 13  |
| 13. | Can Tho           | 12 | 1 | 4 | 7  | 14 | 25 | –11 | 7   |
| 14. | Log An            | 13 | 1 | 2 | 10 | 06 | 31 | –19 | 5   |

PJ = Partidos jugados; G = Partidos ganados; E = Partidos empatados; P = Partidos perdidos; GF = Goles anotados; GC = Goles recibidos; Dif = Diferencia de goles; Pts = Puntos.

Fuente:
|  | Liga de Campeones 2018 (Play-Off) |
|  | Copa AFC 2018 (Fase de grupo)     |
|  | Descenso a la V.League 2 2018     |

## Estadísticas

### Goleadores
| Lugar | Jugador          | Club                | Goles |
| ----- | ---------------- | ------------------- | ----- |
| 1     | Nguyễn Anh Đức   | Becamex Bình Dương  | 8     |
| 2     | Hoàng Vũ Samson  | Hà Nội              | 7     |
| 2     | Errol Stevens    | Hải Phòng           | 7     |
| 2     | Uche Iheruome    | FLC Thanh Hóa       | 7     |
| 5     | Vũ Minh Tuấn     | Than Quảng Ninh     | 6     |
| 5     | Víctor Ormazábal | Hồ Chí Minh City    | 6     |
| 5     | Henry Shackiel   | Sông Lam Nghệ An    | 6     |
| 5     | Sadio Diao       | Sanna Khánh Hòa BVN | 6     |
| 5     | Nsi Amougou      | XSKT Cần Thơ        | 6     |
| 10    | Patrick Cruz     | Sai Gon FC          | 5     |
| 10    | Patiyo Tambwe    | Than Quảng Ninh     | 5     |